# Gente de Zahara
Gente de Zahara (GDZ, Gente de Zahara) es un partido político de Zahara de los Atunes, constituido en marzo de 2011. Su presidente es Antonio Guerrero Capilla. Su ámbito de actuación es la entidad local autónoma de Zahara de los Atunes.

## Resultados Electorales
En las elecciones municipales celebradas en mayo de 2015, Gente de Zahara sería el partido más votado, ocupando así tres vocalías de cinco posibles.